# نادي العلوية
نادي العلوية هو نادٍ اجتماعي ثقافي رياضي تأسس عام 1924 على ضفاف نهر دجلة في جانب الرصافة من بغداد، ويعتبر من أقدم المؤسسات والنوادي في بغداد التي لا تزال قائمة لحد الآن، ويضم صفوة العوائل البغدادية.

## تأسيس النادي
صمم مبنى النادي الميجر ويلسن في عام 1924، وهو مهندس معماري بريطاني ذو شخصية تمتاز بثقافة عالية، وكان ذلك بطلب من المس غيرترود بيل وبني في نفس الموقع الذي تشغلهُ مباني النادي حالياً، ويعتبر نادي العلوية واحدا من أقدم نوادي بغداد الحديثة والذي اقترن بناؤه بفترة تأسيس العراق المعاصر.

## تاريخ النادي
لقد كان نادي العلوية من أفضل أماكن بغداد، فقد أنتسب لهُ صفوة العوائل العراقية، وكانت الخدمات المقدمة فيه على أعلى مستوى، وبقي على هذه الحالة طوال فترة ما قبل الغزو الأمريكي وسقوط بغداد عام 2003، وكانت إدارة النادي متشددة بشأن التسجيل فيهِ ولا تسمح بدخول الضيوف إلى مرافق النادي، ولكن بعد أحداث غزو العراق عام 2003 تغير أسلوب الإدارة في النادي وأصبح القبول في النادي أمرا عاديا، وكذلك فقد انسحب اعداد كبيرة من الاعضاء المميزين بعد هجرتهم إلى خارج العراق، بالإضافة إلى إلغاء السهرات والحفلات التي تبقى طوال الليل فقد أصبح النادي يغلق أبوابه في الساعة السابعة مساءا، ولكن رغم كل هذا فقد بقي نادي العلوية من أرقى أماكن بغداد للسياحة والترفيه، وتعمل إدارة النادي في بداية عام 2008 وبعد تحسن الوضع الأمني في بغداد للتعديل على وضعية النادي حتى يعود كما كان سابقا.

## إدارة النادي
بعد عام 1970 تغير النظام الداخلي للنادي وصارت تجري انتخابات في النادي كل سنتين لتشكيل الهيئة الإدارية التي تضم رئيس الهيئة ونائب الرئيس والنائب الثاني وأمين السر، ومجموعة من الأعضاء .
و الان رئاسة نادي العلوي تكون بيد الاستاذ شامل العاني و نائبه الاول الاستاذ علي المختار و النائب الثاني الاستاذ احمد الشبلي و لا ننسى الاستاذ عدي الغريري امين سر نادي العلوية .

## الانتساب إلى النادي
ليس الانتساب إلى نادي العلوية أمرا سهلا حيث يتركز القبول في النادي على حالة العضو الاجتماعية، حيث يجب أن يكون العضو ذا مهنة محترمة ومقبولة اجتماعيا مثل الطب أو الهندسة ويبدأ العضو بملء استمارة التقديم فأما يتم قبوله أو رفضه حسب قرار الإدارة ويمنح للعضو هوية انتساب، وكذلك تمنح هويات لزوجات الأعضاء ولأولاد الأعضاء، وبطاقة خاصة لدخول السيارة، وغير ذلك من الخدمات.

## اقسام النادي
يضم النادي عدة أقسام منها موقف سيارات مظلل وساحة كبيرة جداً مخصصة لوقوف سيارات الأعضاء ومبنى الإدارة الذي يضم مكاتب السادة الإداريين ومكتب الاشتراكات بالإضافة إلى
قاعة الأعراس والمناسبات، وهي قاعة كبيرة تضم مسرحا وكذلك مطعما وبارا تقام فيه النشاطات الثقافية مثل عزف الفرق الموسيقية وفرق الجالغي البغدادي، وكذلك القاعة الشمسية، وهي مكان للجلوس والاسترخاء، وكذلك المكتبة والحدائق الواسعة وملاعب التنس وهي 10 ملاعب مع وجود مدربين لتعليم لعبة التنس، والقسم الأكثر إقبالاً عليه قسم المسابح الذي يضم مقصفاً وطاولات كرة الطاولة، وفي النادي ساحة تضم المراجيح وألعاب الأطفال التي تقع خلف مبنى النادي.